# Ninja Blade
Ninja Blade (ニンジャブレイド?, Ninja Bureido) è un videogioco d'azione per Xbox 360 e Microsoft Windows.